# 菅谷規矩雄
菅谷 規矩雄（すがや きくお、1936年5月9日 - 1989年12月30日）は、日本の詩人、ドイツ文学者。
東京府出身。1959年東京教育大学独文科卒、東京大学独文科に学士入学し、62年卒業、64年同大学院修士課程修了、神戸大学助手、66年10月名古屋大学講師。天沢退二郎らと詩誌『暴走』、『凶区』に拠り、詩や評論を発表。69年10月東京都立大学 (1949-2011)助教授となるが大学紛争で71年6月懲戒免職。日本語のリズム、韻律について理論的に考察した『詩的リズム』など、詩論において大きな功績を残した。

## 著書
- 『ブレヒト論 反抗と亡命』思潮社 1967 のちイザラ書房
- 『無言の現在 詩の原理あるいは埴谷雄高論』イザラ書房 1970
- 『詩的60年代』イザラ書房 1974
- 『埴谷雄高』三一書房 1974
- 『飢えと美と』イザラ書房 1975
- 『詩的リズム 音数律に関するノート』大和書房 1975
- 『国家・自然・言語』大和書房 1976
- 『詩的リズム 音数律に関するノート 続編』大和書房 1978
- 『萩原朔太郎1914』大和書房 1979
- 『宮沢賢治序説』大和書房 1980
- 『迷路のモノローグ』白馬書房 1981
- 『近代詩十章』大和書房 1982
- 『詩とメタファ』思潮社 1983
- 『散文的な予感 詩集』砂子屋書房 1984
- 『ロギカ/レトリカ』砂子屋書房 1985
- 『菅谷規矩雄詩集』思潮社・現代詩文庫 1987
- 『モードの都市 風俗の話法』洋泉社 1987
- 『死をめぐるトリロジイ』思潮社 1990
- 『詩とメーロス 詩論1980～1990』思潮社 1990

共著
- 『表象の転移 無言・情況・モノローグ』芹沢俊介・平尾隆弘・ホワイトヘッド・本田成親共著 白馬書房 1981

### 翻訳
- エルンスト・ユンガー『言葉の秘密』法政大学出版局 叢書・ウニベルシタス 1968
- エルンスト・ブロッホ『未知への痕跡』イザラ書房 1969
- ブロッホ『チュービンゲン哲学入門』三国千秋共訳 法政大学出版局 叢書・ウニベルシタス 1994

## 参考
- デジタル版日本人名大辞典
- 『日本近代文学大辞典』講談社、1984

## 脚註
1. ↑  渡辺武信『移動祝祭日　『凶区』へ、そして『凶区』から』思潮社、巻末年譜。